# 데이비드 번

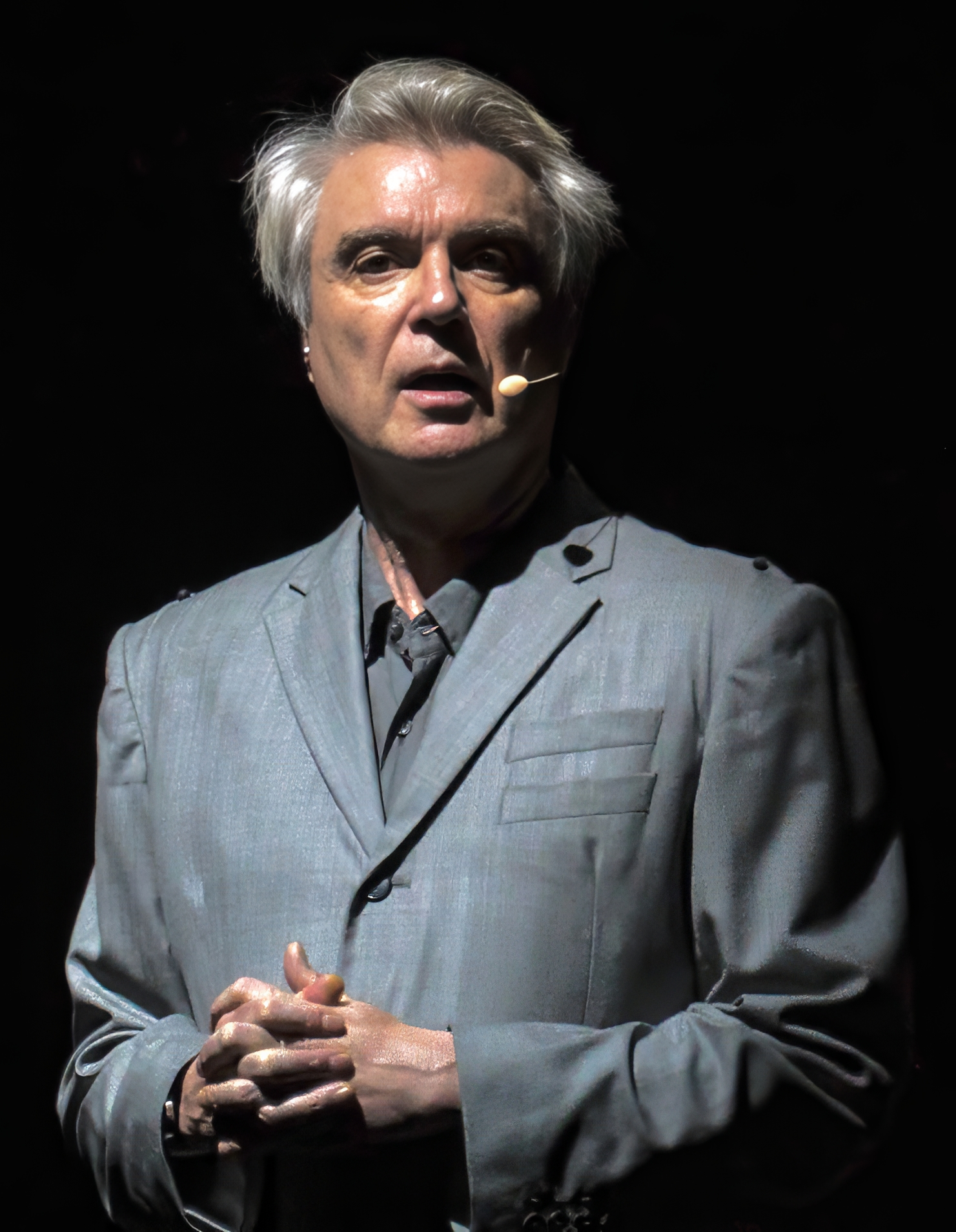

데이비드 번(David Byrne, 1952년 5월 14일 ~ )는 미국의 영화 프로듀서, 작곡가, 배우, 가수, 각본가, 음악가, 작가, 기타 연주자, 작곡가 겸 작사가, 음악 프로듀서, 영화배우, 블로거, 싱어송라이터, 영화 감독, 예술가, 판화가, 사진가이다.
덤버턴에서 태어났다.

## 도서
- 예술가가 여행하는 법